# Вила-Франка-ди-Шира (район)
Вила-Франка-ди-Шира (порт. Vila Franca de Xira) — населённый пункт и район в Португалии, входит в округ Лиссабон. Является составной частью муниципалитета Вила-Франка-ди-Шира. Находится в составе крупной городской агломерации Большой Лиссабон. По старому административному делению входил в провинцию Рибатежу. Входит в экономико-статистический субрегион Большой Лиссабон, который входит в Лиссабонский регион. Население составляет 18 442 человека на 2001 год. Занимает площадь 193,25 км².
Покровителем района считается Сан-Висенте (порт. São Vicente).